# Hans Schulze (Ingenieur)
Hans Schulze (geboren am 8. Juli 1903 in Sangerhausen, gestorben am 5. Oktober 1962 in Putbus) war ein deutscher Ingenieur und Lokomotivkonstrukteur. Er bestimmte nach 1945 in der DDR maßgeblich die Entwicklung neuer Dampflokomotivbaureihen bei der Deutschen Reichsbahn.

## Leben
Schulze wurde 1903 als Sohn eines Steuerinspektors geboren, einer seiner Vorfahren war der Sozialreformer Hermann Schulze-Delitzsch. Nach der Schulzeit studierte er von 1922 bis 1927 an der Technischen Hochschule Berlin Maschinenbau. Die Vorlesungen von Felix Meineke, dem damaligen Professor für Eisenbahnbetrieb, bewogen ihn dazu, nach dem erfolgreich bestandenen Diplom als Referendar bei der Deutschen Reichsbahn-Gesellschaft seine Ausbildung fortzusetzen. 1930 bestand er die Prüfung zum Regierungsbaumeister mit Auszeichnung und erhielt dafür den Preußischen Staatspreis. Vorübergehend war er als Motorenkonstrukteur bei MAN tätig, ging dann aber wieder zurück zur Reichsbahn und übernahm 1931 die Leitung des Bahnbetriebswerks Trier. Ein Jahr später wechselte er nach Halle (Saale), wo ihm die Leitung der Technischen Abteilung im dortigen Ausbesserungswerk übertragen wurde. 1933 wechselte er als „Hilfsarbeiter“ zum Reichsbahn-Zentralamt (RZA) nach Berlin. 
In Berlin heiratete Schulze 1934, in den Folgejahren wurde er Vater von drei Töchtern und einem Sohn. Beruflich war er im RZA im Dezernat von Johann Culemeyer mit der Betreuung diverser Entwürfe für Straßenroller zur Beförderung von Güterwagen befasst. 1936 wechselte Schulze zur Reichsbahndirektion Essen, ein Jahr später übernahm er das Maschinenamt Worms, zwei Jahre später 1939 die gleiche Funktion in Kaiserslautern. Kurzzeitig war er 1938 nach dem Münchner Abkommen und der deutschen Besetzung des Sudetenlands dort als Maschinenamtsvorstand tätig, analog nach dem Westfeldzug 1940 im deutsch besetzten Lothringen. 1942 wurde Schulze zum Kriegsdienst verpflichtet und an die Ostfront versetzt. Bei der Haupteisenbahndirektion Kiew wurde er Maschinendezernent, 1943 wechselte er zu einem Feldeisenbahnkommando. Stationen seines Kriegsdiensts waren unter anderem Smolensk, Minsk und Witebsk in der Sowjetunion, das polnische Siedlce und zuletzt Positionen in der Slowakei und Ungarn. Dort geriet er gegen Kriegsende in sowjetische Kriegsgefangenschaft.
1947 wurde Schulze aus der Gefangenschaft entlassen und kehrte in seine Heimatstadt Sangerhausen zurück. Die Reichsbahn übernahm ihn zunächst nicht, so dass er zunächst als Mechaniker und Konstrukteur bei der Kyffhäuserhütte Artern arbeitete. 1949 wechselte er zur VVB ABUS („Arbeitsmittel für Bergbau und Schwerindustrie“), zunächst nach Halle und dann nach Leipzig, zuletzt als „Leiter für technisch-wissenschaftliche Zusammenarbeit“ im dortigen zentralen Konstruktions- und Montagebetrieb. 
Die Deutsche Reichsbahn richtete 1953 ein Technisches Zentralamt ein, das die Entwicklung des Fahrzeugparks und der Eisenbahninfrastruktur übernehmen und steuern sollte. Für die Besetzung des Referats für die Bauart der Dampf- und Diesellokomotiven, das ungefähr dem früheren Dezernat des „Vaters der Einheitslokomotiven“, Richard Paul Wagner, bei der Vorkriegsreichsbahn entsprach, wurde Hans Schulze herangezogen, der diesen Posten am 1. Mai 1953 antrat. Sein Aufgabengebiet umfasste die konstruktive Betreuung und Weiterentwicklung des vorhandenen Dampflokomotivbestands sowie die Planung neuer Lokomotiven. Diese Position, wenn auch mit wechselnden Amtsbezeichnungen, nahm Schulze bis 1960 wahr, als das Technische Zentralamt aufgelöst wurde. 1958 wurde er als Verdienter Eisenbahner der Deutschen Demokratischen Republik ausgezeichnet. Bis zu seinem plötzlichen Tod durch Herzinfarkt – Schulze hatte aus der Kriegszeit einen Herzschaden zurückbehalten – während einer Dienstreise nach Rügen am 5. Oktober 1962, leitete Schulze eine Arbeitsgruppe in der Hauptverwaltung Maschinenwirtschaft der Deutschen Reichsbahn für das Maschinenwesen der Schmalspurbahnen. 

## Neubau- und Rekolokomotiven

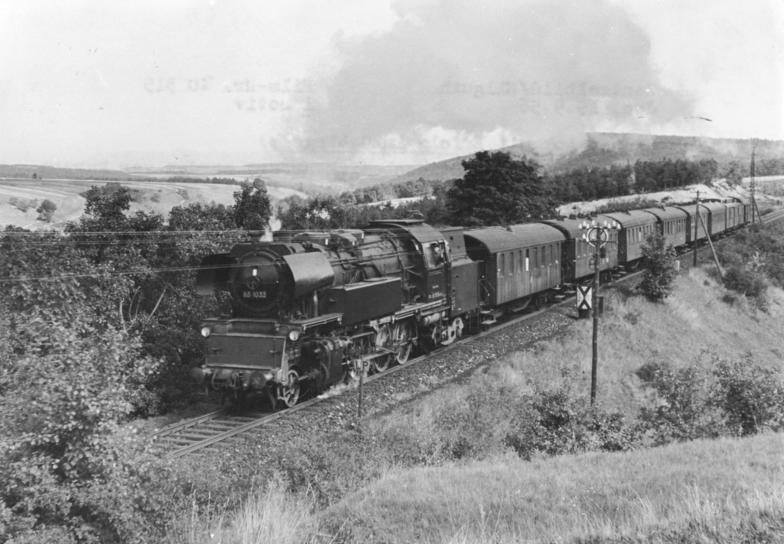
Ein mit der Baureihe 65.10, der ersten von Schulze verantworteten Neubaukonstruktion, bespannter Zug der Reichsbahn 1956 im Thüringer Wald

Die Baureihe 25 als erste Nachkriegskonstruktion der Reichsbahn war 1953 konstruktiv schon weitgehend fertig, so dass Schulze als erste zentrale Aufgabe die Verantwortung für die neue, für den schweren Personenzugdienst im Vorortverkehr gedachte Baureihe 65.10 übernahm. Die Konstruktion erfolgte wie schon bei der Baureihe 25 im zentralen Konstruktionsbüro des VVB LOWA, jedoch lag die Richtlinienkompetenz und letztliche Verantwortung für den Entwurf bei Schulze. Er stellte die neue, 1954 auf der Leipziger Messe erstmals der Öffentlichkeit gezeigte Lokomotive 1955 der Fachwelt in einem ausführlichen Artikel in der Zeitschrift Deutsche Eisenbahntechnik vor. Schulze betreute auch den auf Basis der Baureihe 65.10 als deren leichtere Variante und als Nachfolger für die Baureihe 86 entstandenen Entwurf der für Nebenbahnen mit niedriger Achslast vorgesehenen Baureihe 83.10. Schulze konnte bei dieser Baureihe nicht alle seine Grundsätze umsetzen, was teils dem Materialmangel in der DDR geschuldet war, teils auch der Auseinandersetzung mit Max Baumberg, dem Leiter der später in der VES-M Halle aufgegangenen Fahrzeug-Versuchsanstalt in Halle (FZA), der die Entwürfe auf Basis der unter seiner Verantwortung laufenden Erprobungen und Versuchsfahrten als mit zu vielen neuen Bauelementen überfrachtet und damit als anfällig ansah. Ein Jahr später, 1956, stellte Schulze in der Deutschen Eisenbahntechnik die beiden letzten neuen Dampflokomotivkonstruktionen der Reichsbahn vor, die Personenzuglokomotive der Baureihe 23.10 und die Güterzuglokomotive der Baureihe 50.40. Auch bei diesen Konstruktionen hatte er sich an seinen Grundprinzipien orientiert, die unter anderem Gewichtsreduzierung durch Schweißtechnik, ein günstiges Verhältnis zwischen Strahlungs- und Verdampfungsheizfläche und niedrige Beschaffungs- und Betriebskosten vorsahen. Unterschiede zu den ähnlichen Grundsätzen seines westdeutschen Pendants Friedrich Witte bei der Deutschen Bundesbahn wurden beispielsweise darin sichtbar, dass er aufgrund der für die Braunkohlenfeuerung erforderlichen großen Rostfläche teilweise auf eine Verbrennungskammer verzichten konnte. Direkt Einfluss nahm Schulze auch auf die äußere Gestaltung mit der Lage der Umlaufbleche und der relativ hohen, bewusst den Vorwärmerkasten auf dem Kesselscheitel etwas verdeckenden Windleitbleche. Nicht mehr umsetzen konnte Schulze die Planungen für eine Nachfolgebaureihe für die schweren Güterzugbaureihen 42 bis 45, die zwischenzeitliche Entwicklung der Dieseltraktion machte diese Überlegungen obsolet. 
Da nach Schulzes Einschätzung die Wirtschaft der DDR noch nicht ausreichend auf die Konstruktion großer, zum Ersatz auch schwerer Dampflokomotiven geeigneter Motorlokomotiven ausgelegt war, näherte sich das Technische Zentralamt unter seiner Verantwortung der Dieseltechnik zunächst mit den im Lokomotivbau Karl Marx Babelsberg entwickelten Rangierlokomotiven der Baureihen V 15 und V 60. Diese Entwürfe wurden wie die neuen Dampflokomotivbaureihen zwar vom Konstruktionsbüro des Herstellerwerks entwickelt, alle Zeichnungen bedurften jedoch der Gegenzeichnung und Genehmigung durch Schulze als verantwortlichen Dezernats- bzw. Gruppenleiter. 
Nachdem die Entwicklung neuer Dampflokomotivbaureihen absehbar dem Ende entgegenging, begleitete Schulze auch das 1957 begonnene umfangreiche Programm der Reko-Lokomotiven, mit dem ältere Baureihen der Vorkriegs-Reichsbahn und der Preußischen Staatseisenbahnen modernisiert wurden und nach neuzeitlichen Baugrundsätzen nachgerüstet wurden. Besonderen Einfluss nahm er auf die Gestaltung der rekonstruierten Baureihe 01.5, auf ihn geht maßgeblich deren ursprüngliche Ausstattung mit Boxpok-Rädern zurück. Nach 1960 verlagerte die Reichsbahn die Verantwortung für die Rekonstruktion vermehrt auf Baumberg als den Leiter der VES-M in Halle, Schulzes Nachfolger in der Hauptverwaltung, Heinz Kirchhoff, übernahm dort die Betreuung des Rekonstruktionsprogramms.